# Colletes bischoffi
Colletes bischoffi är en biart som beskrevs av Noskiewicz 1936. Colletes bischoffi ingår i släktet sidenbin, och familjen korttungebin. Inga underarter finns listade i Catalogue of Life.